# تشارلز إتش. كلاين
تشارلز إتش. كلاين هو سياسي أمريكي، ولد في 25 ديسمبر 1870 في مقاطعة إنديانا في الولايات المتحدة، وتوفي في 22 يوليو 1933 في بيتسبرغ في الولايات المتحدة. نشط حزبياً في الحزب الجمهوري. وقد انتخب عمدة بيتسبرغ ‏ (4 يناير 1926 – 31 مارس 1933) وانتخب عضو مجلس ولاية بنسيلفانيا ‏ وانتخب عضو مجلس نواب بنسيلفانيا ‏.